# Bromdietylacetylurea
Bromdietylacetylurea är en kemisk förening med formeln (C2H5)2BrC-CO-NH-CO-NH2. Ämnet är ett vitt, kristallinit pulver, som är nästan luktlöst, smakar något bittert och är begränsat lösligt i vatten.
Bromdietylacetylurea har förr använts som sömnmedel under namnet adalin. Medlet är rätt verksamt och gavs kvällstid i dosen 0,25-1,5 gram.